# Tamara Taylor (rugby à XV)
Pour les articles homonymes, voir Tamara Taylor et Taylor.

a Compétitions nationales et continentales officielles uniquement.

b Matchs officiels uniquement.
Tamara Taylor, née le 8 octobre 1981 à Exeter (Angleterre), est une joueuse internationale anglaise de rugby à XV occupant le poste de deuxième ligne.

## Biographie
Elle participe à trois éditions de la Coupe du monde, en 2006, 2010 et 2014, remportant le titre de championne du monde lors de cette dernière édition.

## Statistiques en équipe nationale
- 115 sélections en équipe d'Angleterre.